# Hôtel des mines
L’ancien hôtel des mines, ou Bergamt, est un imposant édifice en grès rose, construit au début du XXe siècle, sis au 19 bis avenue Foch à Metz. Il est aujourd’hui le siège la caisse régionale de sécurité sociale dans les mines de l’Est.

## Contexte historique
Pendant l’annexion, Metz se transforme sous l’action des autorités allemandes qui décident de faire de son urbanisme une vitrine de l’empire wilhelmien. L’éclectisme architectural se traduit par l’apparition de nombreux édifices de style néoroman, tels la poste centrale, le temple Neuf ou une nouvelle gare ferroviaire ; de style néogothique, tels le portail de la cathédrale et le temple de Garnison, ou encore de style néorenaissance tel le palais du Gouverneur. Le Bergamt illustre parfaitement cette politique de germanisation, par l’architecture, déployée par Guillaume II pour asseoir son emprise sur la ville.

## Construction et aménagements
Le cabinet d'Albert Eichbaum est choisi pour mener à bien le projet. L’immeuble de prestige, commandité par la Société catholique immobilière pour servir de résidence à l'industrie du fer et du charbon, doit pouvoir accueillir du public. Il doit notamment posséder une salle de représentation, pouvant accueillir des bals et des concerts. Le site choisi pour la construction du nouvel édifice, sur le Kaiser Wilhelm-Ring, est alors un emplacement prestigieux, menant à la place impériale, où s’élevait encore la statue équestre du père de Guillaume II, Frédéric III d’Allemagne. De forme pentagonal, l'ancien Bergamt est édifié au début du XXe siècle. Les matériaux utilisés, comme le grès des Vosges et le style architectural néo-renaissance rhénane, sont typiquement wilhelmiens. À une époque où le choix du matériau de construction n’est pas anodin, l’édifice est construit en grès rose dans un style rhénan. Les garde-corps en pierre des balcons sont finement sculptés. 
Répondant à la demande du maître d’œuvre, l’aménagement intérieur est à la fois luxueux et fonctionnel. Haute de douze mètres, la salle de représentation, aux plafonds sculptés, pouvait recevoir jusqu’à 1 000 personnes. Un grand escalier permet d'atteindre les étages.

## Affectations successives
L'édifice passe aux mains de l’administration française en 1919. Aménagé en hôtel, il devient alors l'Hôtel "Terminus". En 1939, il est rebaptisé Hôtel des mines. En 1940, alors que la ville est annexée à l’Allemagne, l’édifice de l'avenue Foch, rebaptisée Hermann-Göring Strasse, est affecté au service des mines du IIIe Reich. À la fois siège administratif et lieu de cérémonie, il devient le théâtre des principales manifestations du IIIe Reich. Lorsque le Führer passe la nuit de Noël à Metz, le 25 décembre 1940, une fête est organisée dans la salle principale, avec Sepp Dietrich et les cadres de la 1re division SS. C’est aussi dans la salle de représentation que le Gauleiter du Gau Westmark, Josef Bürckel, proclame, le 29 août 1942, l’octroi de la nationalité allemande à l’ensemble des Mosellans « de race allemande », rendant ainsi obligatoire le service militaire dans les armées du Reich, pour les jeunes Mosellans. Après guerre, l’Hôtel sert de salle de bal et de concert. Des vedettes du music-hall s'y produisent et des galas de catch y sont organisés. À la fin des années 1970, l’Union des sécurités sociales minières racheta le bâtiment. La grande salle fut alors transformée, un étage de bureaux étant créé à l’intérieur de la salle. L’édifice est aujourd’hui utilisé par la caisse régionale de sécurité sociale dans les mines de l’Est, ou Carmi-Est.